# St. Petersburg Open 2011 - Qualificazioni singolare
Le qualificazioni del singolare  dello  St. Petersburg Open 2011 sono state un torneo di tennis preliminare per accedere alla fase finale della manifestazione. I vincitori dell'ultimo turno sono entrati di diritto nel tabellone principale. In caso di ritiro di uno o più giocatori aventi diritto a questi sono subentrati i lucky loser, ossia i giocatori che hanno perso nell'ultimo turno ma che avevano una classifica più alta rispetto agli altri partecipanti che avevano comunque perso nel turno finale.

## Giocatori

### Teste di serie
1. Marsel İlhan (secondo turno)
2. Tejmuraz Gabašvili (qualificato)
3. Andrej Golubev (primo turno)
4. Vasek Pospisil (qualificato)

1. Aleksandr Kudrjavcev (ultimo turno)
2. Illja Marčenko (primo turno)
3. Serhij Bubka (qualificato)
4. Antonio Veić (secondo turno)

### Qualificati
1. Dušan Lajović
2. Tejmuraz Gabašvili

1. Serhij Bubka
2. Vasek Pospisil

## Tabellone qualificazioni

### Sezione 1
|  | Primo turno   | Primo turno        | Primo turno        | Primo turno | Primo turno |  |  | Secondo turno   | Secondo turno   | Secondo turno   | Secondo turno   | Secondo turno   |   |   | Ultimo turno  | Ultimo turno  | Ultimo turno  | Ultimo turno | Ultimo turno |  |
|  |               |                    |                    |             |             |  |  |                 |                 |                 |                 |                 |   |   |               |               |               |              |              |  |
|  | 1             | Marsel İlhan       | 6                  | 4           | 6           |  |  |                 |                 |                 |                 |                 |   |   |               |               |               |              |              |  |
|  |               | Yannick Mertens    | 4                  | 6           | 2           |  |  | 1               | Marsel İlhan    | Marsel İlhan    | 4               | 3               |   |   |               |               |               |              |              |  |
|  | Miša Zverev   | Miša Zverev        | Miša Zverev        | 5           | 2           |  |  |                 | Dušan Lajović   | Dušan Lajović   | 6               | 6               |   |   |               |               |               |              |              |  |
|  | Dušan Lajović | Dušan Lajović      | Dušan Lajović      | 7           | 6           |  |  |                 |                 |                 |                 |                 |   |   | Dušan Lajović | Dušan Lajović | Dušan Lajović | 6            | 6            |  |
|  | WC            | Evgenij Karlovskij | Evgenij Karlovskij | 2           | 2           |  |  |                 |                 | Aljaksandr Bury | Aljaksandr Bury | Aljaksandr Bury | 4 | 3 |               |               |               |              |              |  |
|  |               | Stefan Seifert     | Stefan Seifert     | 6           | 6           |  |  | Stefan Seifert  | Stefan Seifert  | Stefan Seifert  | 2               | 4               |   |   |               |               |               |              |              |  |
|  |               | Aljaksandr Bury    | Aljaksandr Bury    | 6           | 6           |  |  | Aljaksandr Bury | Aljaksandr Bury | Aljaksandr Bury | 6               | 6               |   |   |               |               |               |              |              |  |
|  | 6             | Illja Marčenko     | Illja Marčenko     | 3           | 4           |  |  |                 |                 |                 |                 |                 |   |   |               |               |               |              |              |  |

### Sezione 2
|  | Primo turno        | Primo turno        | Primo turno        | Primo turno | Primo turno |  |  | Secondo turno | Secondo turno      | Secondo turno      | Secondo turno      | Secondo turno |   |    | Ultimo turno | Ultimo turno       | Ultimo turno | Ultimo turno | Ultimo turno |  |
|  |                    |                    |                    |             |             |  |  |               |                    |                    |                    |               |   |    |              |                    |              |              |              |  |
|  | 2                  | Tejmuraz Gabašvili | Tejmuraz Gabašvili | 7           | 6           |  |  |               |                    |                    |                    |               |   |    |              |                    |              |              |              |  |
|  |                    | Stanislav Vovk     | Stanislav Vovk     | 5           | 0           |  |  | 2             | Tejmuraz Gabašvili | Tejmuraz Gabašvili | 6                  | 6             |   |    |              |                    |              |              |              |  |
|  |                    | Alexander Waske    | Alexander Waske    | 6           | 6           |  |  |               | Alexander Waske    | Alexander Waske    | 1                  | 4             |   |    |              |                    |              |              |              |  |
|  | WC                 | Michail Elgin      | Michail Elgin      | 3           | 4           |  |  |               |                    |                    |                    |               |   |    | 2            | Tejmuraz Gabašvili | 5            | 6            | 79           |  |
|  | Konstantin Kravčuk | Konstantin Kravčuk | Konstantin Kravčuk | 6           | 6           |  |  |               |                    |                    | Konstantin Kravčuk | 7             | 3 | 67 |              |                    |              |              |              |  |
|  | Evgenij Kirillov   | Evgenij Kirillov   | Evgenij Kirillov   | 3           | 4           |  |  |               | Konstantin Kravčuk | Konstantin Kravčuk | 6                  | 7             |   |    |              |                    |              |              |              |  |
|  |                    | Victor Baluda      | Victor Baluda      | 65          | 0           |  |  | 8             | Antonio Veić       | Antonio Veić       | 4                  | 5             |   |    |              |                    |              |              |              |  |
|  | 8                  | Antonio Veić       | Antonio Veić       | 7           | 6           |  |  |               |                    |                    |                    |               |   |    |              |                    |              |              |              |  |

### Sezione 3
|  | Primo turno         | Primo turno         | Primo turno    | Primo turno | Primo turno |  |  | Secondo turno  | Secondo turno      | Secondo turno      | Secondo turno | Secondo turno |   |   | Ultimo turno | Ultimo turno | Ultimo turno | Ultimo turno | Ultimo turno |  |
|  |                     |                     |                |             |             |  |  |                |                    |                    |               |               |   |   |              |              |              |              |              |  |
|  | 3                   | Andrej Golubev      | Andrej Golubev | 4           | 2           |  |  |                |                    |                    |               |               |   |   |              |              |              |              |              |  |
|  |                     | Ilya Belyaev        | Ilya Belyaev   | 6           | 6           |  |  | Ilya Belyaev   | Ilya Belyaev       | Ilya Belyaev       | 6             | 6             |   |   |              |              |              |              |              |  |
|  | Amir Weintraub      | Amir Weintraub      | Amir Weintraub | 6           | 6           |  |  | Amir Weintraub | Amir Weintraub     | Amir Weintraub     | 0             | 2             |   |   |              |              |              |              |              |  |
|  | Murad Inoyatov      | Murad Inoyatov      | Murad Inoyatov | 4           | 1           |  |  |                |                    |                    |               |               |   |   |              | Ilya Belyaev | Ilya Belyaev | 4            | 4            |  |
|  | Mikhail Ledovskikh  | Mikhail Ledovskikh  | 6              | 2           | 6           |  |  |                |                    | 7                  | Serhij Bubka  | Serhij Bubka  | 6 | 6 |              |              |              |              |              |  |
|  | Alexandre Sidorenko | Alexandre Sidorenko | 3              | 6           | 1           |  |  |                | Mikhail Ledovskikh | Mikhail Ledovskikh | 2             | 5             |   |   |              |              |              |              |              |  |
|  | WC                  | Saar Steele         | Saar Steele    | 1           | 3           |  |  | 7              | Serhij Bubka       | Serhij Bubka       | 6             | 7             |   |   |              |              |              |              |              |  |
|  | 7                   | Serhij Bubka        | Serhij Bubka   | 6           | 6           |  |  |                |                    |                    |               |               |   |   |              |              |              |              |              |  |

### Sezione 4
|  | Primo turno      | Primo turno          | Primo turno          | Primo turno | Primo turno |  |  | Secondo turno | Secondo turno        | Secondo turno | Secondo turno        | Secondo turno        |   |   | Ultimo turno | Ultimo turno   | Ultimo turno   | Ultimo turno | Ultimo turno |  |
|  |                  |                      |                      |             |             |  |  |               |                      |               |                      |                      |   |   |              |                |                |              |              |  |
|  | 4                | Vasek Pospisil       | Vasek Pospisil       | 7           | 1           |  |  |               |                      |               |                      |                      |   |   |              |                |                |              |              |  |
|  |                  | Andrej Kumancov      | Andrej Kumancov      | 5           | 0r          |  |  | 4             | Vasek Pospisil       | 7             | 4                    | 6                    |   |   |              |                |                |              |              |  |
|  | WC               | Shalva Dzhanashia    | Shalva Dzhanashia    | 3           | 4           |  |  |               | Radu Albot           | 5             | 6                    | 3                    |   |   |              |                |                |              |              |  |
|  |                  | Radu Albot           | Radu Albot           | 6           | 6           |  |  |               |                      |               |                      |                      |   |   | 4            | Vasek Pospisil | Vasek Pospisil | 6            | 6            |  |
|  | Matwé Middelkoop | Matwé Middelkoop     | Matwé Middelkoop     | 6           | 6           |  |  |               |                      | 5             | Aleksandr Kudrjavcev | Aleksandr Kudrjavcev | 2 | 3 |              |                |                |              |              |  |
|  | Ervand Gasparyan | Ervand Gasparyan     | Ervand Gasparyan     | 3           | 3           |  |  |               | Matwé Middelkoop     | 6(0)          | 7                    | 4                    |   |   |              |                |                |              |              |  |
|  |                  | Denis Matsukevich    | Denis Matsukevich    | 2           | 5           |  |  | 5             | Aleksandr Kudrjavcev | 7             | 64                   | 6                    |   |   |              |                |                |              |              |  |
|  | 5                | Aleksandr Kudrjavcev | Aleksandr Kudrjavcev | 6           | 7           |  |  |               |                      |               |                      |                      |   |   |              |                |                |              |              |  |